# Kawama (Luanshya)
Kawama è un ward dello Zambia, parte della Provincia di Copperbelt e del Distretto di Luanshya.